# Dřevěný most (Černvír)
Dřevěný most v obci Černvír (okres Brno-venkov) překonává řeku Svratku. Jedná se o nejstarší dochovaný krytý dřevěný most na Moravě, pochází z roku 1718. Je chráněn jako kulturní památka České republiky.
Trámový most věšadlové konstrukce je dlouhý 32 metrů, široký 2,6 metru a jeho mostovka je v průměrné výšce 4 metry nad hladinou řeky. Boční parapety mají výšku 1,5 m, nad nimi je metr vysoký průhled na řeku, střecha je sedlová a krytá šindelem. Most byl postaven především z jedlového dřeva, některé části ze dřeva dubového. Uprostřed řečiště stojí na kamenném pilíři, na východním břehu na kamenné opěře, západní břeh má skalnaté podloží. V letech 1858, 1906, 1939, 1971, 1996 a 2008–2009 byl rekonstruován. Veřejné dopravě sloužil do roku 1954, kdy jej nahradil v těsné blízkosti železný most, místo něhož byl roku 1980 vybudován betonový silniční most.